# Foradada
Foradada è un comune spagnolo di 200 abitanti situato nella comunità autonoma della Catalogna.